# The Collected Works of Tourniquet
The Collected Works of Tourniquet è una raccolta della christian metal band Tourniquet, pubblicata nel 1996 che contiene, oltre ai classici del gruppo, anche due canzoni inedite, "Perfect Night For A Hanging" e "The Hand Trembler".

## Tracce
1. Perfect Night For A Hanging – 5:05
2. Vanishing Lessons – 4:18
3. Pathogenic Ocular Dissonance – 4:26
4. Twilight – 4:02
5. Psycho Surgery – 4:14
6. You Get What You Pray For – 3:22
7. Acid Head – 4:21
8. Broken Chromosomes – 5:20
9. Viento Borrascoso (Devastating Winds) – 3:08
10. Carry The Wounded – 5:01
11. Bearing Gruesome Cargo – 4:37
12. The Skeezix Dilemma – 9:52
13. Ark Of Suffering – 4:15
14. The Hand Trembler – 7:55